# Renenet

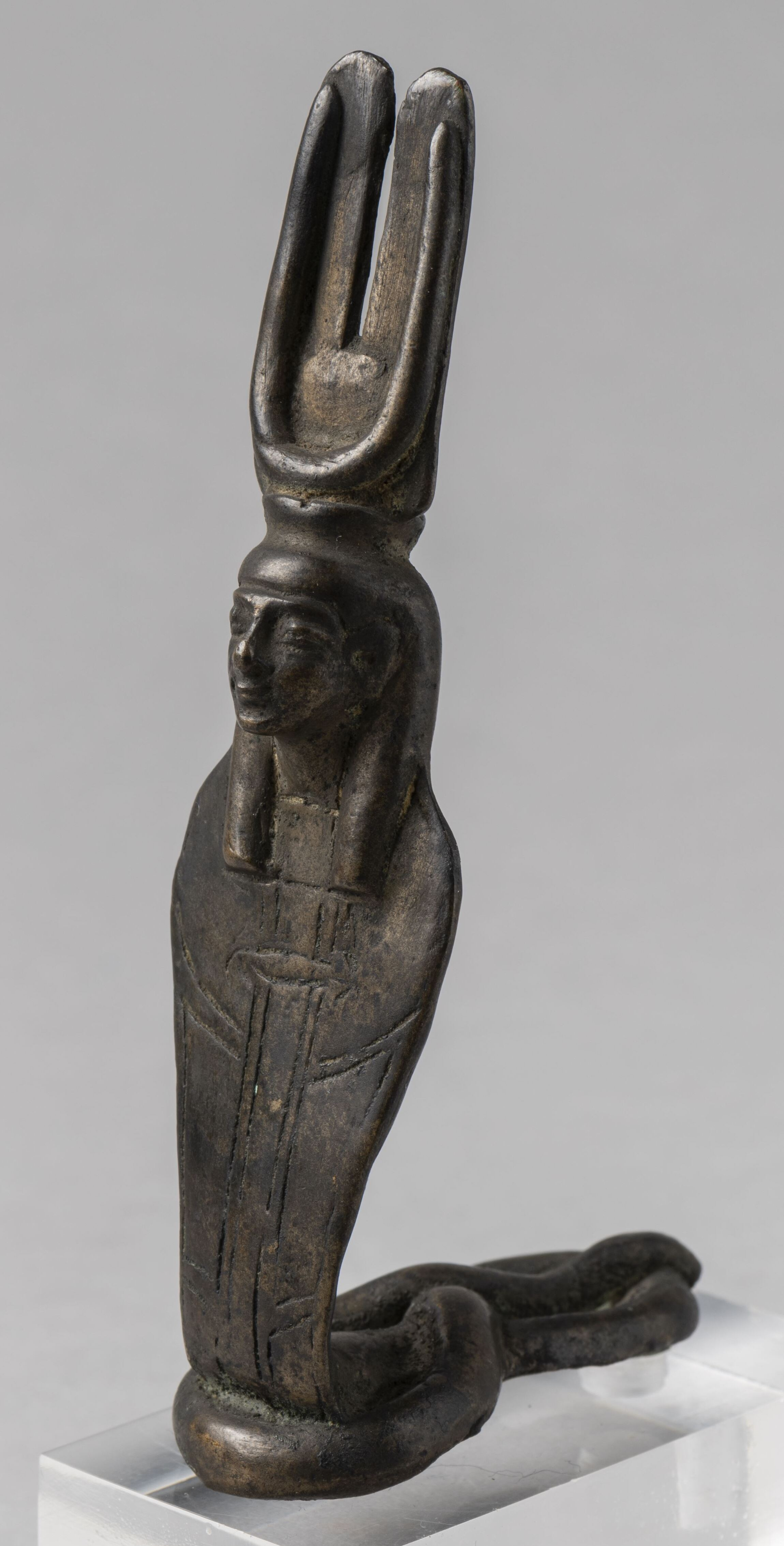
Statuetta della dea Renenutet. Bronzo, tra il 722 e il 332 a.C., Periodo tardo dell'Egitto. Museo Egizio, Torino.

Renenet, Colei che nutre (anche Renenutet o Ernutet) è una divinità dell'antico Egitto.
| r · n · n | t | I15 |

r n n t

Nella mitologia egizia questa divinità, spesso raffigurata in modo antropomorfico come una donna-cobra, era preposta alla protezione delle messi ed in generale di tutti gli alimenti.

La variante del nome Renenutet
| r · n · n | w | t · t | I15 |

r n n w t t 

può appunto essere resa come il serpente che nutre.

Renenet è la madre di Nepri, il dio del grano, ed in tale veste era venerata in tutto l'Egitto ed in particolare nella tebaide e nella regione del Fayyum.

Un'altra funzione di Renenet era quella di assistere ai parti, funzione svolta insieme a Shai, suo compagno, e ad Meskhenet, divinità queste preposte al fato.

In quest'ultima funzione il nome Renenet può anche essere interpretato come Colei che vede Ren, dove ren è l'inizio della parola egizia che indica vero nome, ossia quello dell'anima del nascituro, nome che si riteneva l'anima acquisisse al momento del parto.

In epoca più tarda Renetet venne identificata anche con Iside, Sesheta, Renpit, Mehetueret, Mertseger.
Talvolta Renenet è stata confusa con Wadjet la dea-cobra protettrice del Basso Egitto.
Le concezioni religiose si sono trasformate con il passare dei secoli ma secondo l'egittologo C. Traunecker, l'antica dea Renenet - Thermutis è sopravvissuta, o reincarnata,  sotto le spoglie della Santa Maria Egiziaca.